# Aina Wallberg-Ewerlöf
Aina Linnéa Wallberg-Ewerlöf, född 30 januari 1890 i Landskrona, död 6 augusti 1949 i Stockholm, var en svensk skulptör.
Hon var dotter till ingenjören (från 1892 disponent vid Karlstads Mekaniska Werkstad) Axel Ivar Wallberg och Linnéa Steffenburg och från 1932 gift med Alf Ewerlöf. Wallberg studerade före första världskriget skulptural konst i München. Hon var representerad vid Baltiska utställningen i Malmö 1914 och medverkade i samlingsutställningar med Föreningen Svenska Konstnärinnor på Liljevalchs konsthall i Stockholm.